# علاقات العرب والفرس
العلاقات بين العرب والفرس تشير إلى شبكة معقدة من التفاعلات التاريخية والثقافية والاجتماعية والدينية بين الشعبين العربي والفارسي، منذ العصور القديمة مرورًا بالفتح الإسلامي، وصولًا إلى الحقبة المعاصرة. تنوعت هذه العلاقات بين التبادل والتكامل، من جهة، والصراع والتحامل العرقي من جهة أخرى، مما انعكس على الهوية القومية، والخطاب الثقافي والسياسي لدى الجانبين.

## الخلفية التاريخية

### قبل الإسلام
في العصور القديمة، كانت العلاقة بين العرب والفرس تتسم بالتفاعل المستمر، حيث كان العرب يعيشون في شبه الجزيرة العربية، بينما كانت الإمبراطورية الفارسية تمتد على مساحات واسعة من الأراضي المجاورة. شهدت هذه الفترة تبادلاً تجارياً نشطاً، حيث كانت القوافل العربية تنقل البضائع بين الشرق والغرب، مروراً بالأراضي الفارسية. كما تأثرت بعض القبائل العربية بالثقافة الفارسية، خاصة في مجالات الدين واللغة، حيث اعتنق البعض الزرادشتية، وتبنى آخرون مفردات فارسية في لهجاتهم. من جهة أخرى، كانت هناك صراعات متفرقة بين الطرفين، أبرزها معركة ذي قار التي اعتبرها العرب نصراً رمزياً على الفرس. ويذكر بعض المؤرخين أن هذه المعركة بقيت حاضرة في الوعي الجمعي العربي لقرون، باعتبارها أول انتصار للعرب على قوة عظمى.

### معركة القادسية: بداية التحول التاريخي
تُعد معركة القادسية (636م) واحدة من أكثر المواجهات التاريخية حسماً بين العرب والفرس، حيث مثّلت لحظة فاصلة أدت إلى انهيار الدولة الساسانية ودخول الفرس في الإسلام. قاد المعركة من الجانب الإسلامي الصحابي سعد بن أبي وقاص، في حين مثّل رستم فرخزاد القيادة الفارسية. انتهت المعركة بانتصار العرب، مما فتح الطريق أمامهم نحو العاصمة المدائن، وأصبح هذا النصر رمزًا لتفوق العرب على "أمة عظيمة" في ذلك الزمن، مما خلّف آثاراً نفسية وتاريخية طويلة الأمد في الوعي العربي والفارسي على السواء.

### بعد الفتح الإسلامي
مع ظهور الإسلام في القرن السابع الميلادي، بدأت مرحلة جديدة في العلاقات بين العرب والفرس. قاد العرب المسلمون سلسلة من الفتوحات التي أدت إلى سقوط الإمبراطورية الساسانية وضم الأراضي الفارسية إلى الدولة الإسلامية. ورغم أن الفرس اعتنقوا الإسلام، إلا أنهم واجهوا تحديات في ظل الهيمنة العربية، حيث شعروا بالتهميش في بعض الأحيان، مما أدى إلى ظهور حركة "الشعوبية" التي دعت إلى المساواة بين العرب وغيرهم من المسلمين. هذه الحركة كانت تعبيراً عن رغبة الفرس في الحفاظ على هويتهم الثقافية واللغوية ضمن الإطار الإسلامي.

## التبادل الثقافي والحضاري
شهدت الفترة الإسلامية ازدهاراً ثقافياً كبيراً، كان للفرس فيه دور بارز. ساهم العلماء الفرس في تطوير العلوم الإسلامية في مجالات متعددة، مثل الطب، الفلك، الرياضيات، والفلسفة. كما أثرت اللغة الفارسية في الأدب العربي، حيث ظهرت أعمال أدبية مميزة تعكس التداخل الثقافي بين الشعبين. من جهة أخرى، ساهم العرب في نقل العلوم والمعارف الإسلامية إلى مناطق أخرى، مما جعل الحضارة الإسلامية نتاجاً مشتركاً للتفاعل بين العرب والفرس. هذا التبادل الثقافي ساهم في بناء حضارة إسلامية غنية ومتنوعة، تعكس التنوع العرقي والثقافي للمسلمين.
أدى إسلام الفرس إلى اندماجهم في المنظومة الحضارية الإسلامية، وساهم في إثراء الحياة الثقافية والفكرية. اللغة الفارسية تبنت آلاف الكلمات من العربية، خاصة في المجالات الدينية، القانونية، والعلمية. وفي المقابل، كان للفرس دور محوري في تطوير الأدب والعلوم الإسلامية. من أبرز العلماء والمفكرين الفرس الذين تركوا بصمتهم في التراث الإسلامي: ابن سينا، الفارابي، الخوارزمي، الرازي، الغزالي، سيبويه ونظام الملك. هؤلاء وغيرهم جسدوا التفاعل الخلاق بين العقل الفارسي والإطار الإسلامي.

## الصراعات التاريخية

### الصراع الصفوي–العثماني
في القرنين السادس عشر والسابع عشر، تجددت المواجهة بين العثمانيين السنّة والصفويين الشيعة، الذين مثّلوا الامتداد الفارسي الجديد في إيران. كانت معركة چالدران (1514م) أولى وأهم هذه المواجهات، حيث هزم السلطان سليم الأول الشاه إسماعيل الصفوي، مؤسس الدولة الصفوية. هذه المعركة رسّخت التنافس الإقليمي والمذهبي بين الإمبراطوريتين، وأنتجت حالة من الشحن الطائفي والعرقي بين العرب السنة الذين كانوا جزءاً من الدولة العثمانية، وبين الفرس الشيعة الذين حاولوا توسيع نفوذهم غربًا.

### الحرب الإيرانية–العراقية
حين اندلعت الحرب بين إيران والعراق عام 1980، قدّمها صدام حسين كـ"حرب العرب ضد الفرس"، مع توظيف خطاب قومي عربي عرقي، وصف فيه الإيرانيين بـ"المجوس" واتهمهم بالتخطيط لتدمير الحضارة العربية من الداخل. صدام حاول بذلك توحيد العرب خلفه، مستخدمًا مفردات التاريخ والهوية القومية لتأجيج الكراهية، بما في ذلك شعارات تتحدث عن "الثأر من القادسية"، في إشارة واضحة إلى المعركة التاريخية. الحرب خلّفت أكثر من مليون قتيل ودماراً هائلاً، لكنها أيضاً رسخت الانقسام العربي–الإيراني لعقود لاحقة.

### الفكر القومي العربي
في القرن العشرين، ومع صعود القومية العربية على يد مفكرين مثل ساطع الحصري، تطور خطاب عربي يعتبر العرب "أمة مركزية" مقابل "أقليات غير عربية" كالفُرس والأتراك. هذا الفكر تبلور لاحقاً في سياسات حزب البعث في العراق وسوريا، حيث رُوّج لفكرة "الوحدة العربية" كمشروع استبعادي تجاه الشعوب غير العربية، رغم كونها مسلمة أو مجاورة. هذا المشروع السياسي ساهم في ترسيخ نظرة دونية تجاه الفرس، وربطهم بالخطر الطائفي والاختراق الثقافي، خصوصاً بعد الثورة الإسلامية في إيران.

## التوترات العرقية والصور النمطية

### تحامل العرب على الفرس
انظر أيضا: ثلاثة كان على الله أن لا يخلقهم: الفرس واليهود والذباب
رغم التداخل الثقافي، لم تخلُ العلاقة بين العرب والفرس من التوترات العرقية. في بعض الفترات، ظهرت نزعات تفوق عربية، حيث كان يُنظر إلى الفرس على أنهم "عجم"، أي غير عرب، مما أدى إلى تهميشهم في بعض المجالات. كما شاع استخدام مصطلحات ذات طابع قدحي مثل "مَجوس"، التي ربطت الفرس بماضيهم الزرادشتي بطريقة تهكمية، رغم إسلام معظمهم، واستخدمت هذه التسمية في سياقات دينية وسياسية لتعزيز النظرة الدونية إليهم.  هذا التحيز تجلى في بعض الأدبيات والخطابات التي كانت تقلل من شأن الفرس وثقافتهم. ورغم أن الإسلام دعا إلى المساواة بين المسلمين، إلا أن الممارسات الاجتماعية والسياسية لم تكن دائماً تعكس هذه المبادئ، مما ساهم في تعزيز الصور النمطية السلبية.

### تحامل الفرس على العرب
من الجانب الآخر، ظهرت في بعض الفترات نزعات تفوق فارسية، حيث كان يُنظر إلى العرب على أنهم بدو غير متحضرين. تجلى هذا التحيز في بعض الأعمال الأدبية الفارسية التي صورت العرب بصورة سلبية، معتبرةً إياهم سبباً في تراجع الحضارة الفارسية. كما استخدمت بعض الخطابات السياسية والثقافية هذه الصور النمطية لتبرير السياسات التمييزية ضد العرب، خاصة في الفترات التي شهدت صراعات سياسية بين الدول العربية وإيران. وقد عبّر الفردوسي في الشاهنامة عن هذه النظرة بمرارة، حيث قال على لسان رستم: "قد بلغ الأمر بالعربي من شرب لبن الإبل وأكل الضباب إلى الطموح إلى تاج الكيانيين..."

## العصر الحديث
في العصر الحديث، اتخذت العلاقات بين العرب والفرس، وتحديداً بين إيران والمملكة العربية السعودية، طابع "الحرب الباردة" الإقليمية، حيث لم تعد النزاعات تأخذ طابعاً مباشراً، بل باتت تتجلى في مواجهات غير مباشرة عبر وكلاء محليين في دول مثل اليمن، سوريا، العراق ولبنان.
تبنّت إيران منذ الثورة الإسلامية عام 1979 سياسة خارجية توسعية ذات طابع أيديولوجي، تسعى من خلالها إلى تعزيز نفوذها الإقليمي من خلال دعم جماعات شيعية مسلحة وسياسية، مما أثار مخاوف الدول العربية السنية، وعلى رأسها السعودية، التي ردّت بمحاولات موازنة هذا النفوذ عبر تحالفات مع أطراف سنيّة، ودعم مباشر لفصائل معارضة لإيران.
هذا الصراع تجاوز البعد المذهبي، إذ تُستَخدم الهوية الطائفية كأداة ضمن مشروع جيوسياسي أوسع، حيث اختلطت الولاءات الطائفية بالمصالح الإقليمية والتحالفات الدولية، مثل اصطفاف السعودية مع الولايات المتحدة وإسرائيل، مقابل تحالف إيران مع روسيا والصين.
وصلت العداوة بين الطرفين إلى ذروتها مع تصريحات مسؤولين إيرانيين بارزين، مثل قائد البحرية في الحرس الثوري الجنرال علي رضا تنكسيري، الذي ادعى أن العائلة المالكة السعودية تنحدر من أصل يهودي، وأن صراعهم هو امتداد للصراع بين المسلمين واليهود في القرن السابع الميلادي. وقد أثارت هذه التصريحات غضباً واسعاً في الأوساط العربية، واعتُبرت مثالاً صارخاً على استخدام الخطاب الطائفي والعنصري في النزاع السياسي بين الجانبين.
هذه التوترات، التي تتخذ طابعاً مذهبياً أحياناً، في جوهرها تدور حول السيطرة الإقليمية وإعادة تشكيل موازين القوى في الشرق الأوسط، وليست مجرد انعكاس للخلاف السني-الشيعي التقليدي. وهنا يظهر التداخل بين الرمزي والسياسي، حيث يُستدعى الماضي لتفسير الحاضر وتبرير السياسات الحالية.

## الخطاب الإعلامي والديني
لعبت وسائل الإعلام دوراً محورياً في تشكيل الصور النمطية وتعزيز التحيزات بين العرب والفرس. في بعض الأحيان، استخدمت وسائل الإعلام العربية والإيرانية خطاباً تحريضياً يعزز الكراهية ويعمق الانقسامات. كما ساهمت بعض الخطابات الدينية في تأجيج النزاعات الطائفية، من خلال تصوير الآخر كمصدر للشر والفساد. هذا الخطاب الإعلامي والديني السلبي ساهم في تعزيز الصور النمطية وتكريس الانقسامات، مما يجعل من الصعب بناء جسور التفاهم والتعاون بين الطرفين.